# Heilige Maria Moeder van Barmhartigheidkerk
De Heilige Maria Moeder van Barmhartigheidkerk was een katholiek kerkgebouw in de plaats Dongen in de Nederlandse provincie Noord-Brabant, gelegen aan de Kanaalstraat.
Deze kerk werd in 1957 gebouwd als noodkerk voor een nieuwe parochie die afgesplitst was van de Sint-Josephparochie. De kerk, ontworpen door Jan Strik, was gebouwd in de stijl van het naoorlogs modernisme. Het was een doosvormige kerk met een vrijstaande open klokkentoren.
De parochie was gesticht in een tijd van bevolkingstoename, uitbreiding van woonwijken (onder meer de Prinsessenbuurt) en kerkvernieuwing met het bijbehorende elan, zich onder meer uitend in jongerenmissen. Later liep alles weer terug en de ontkerkelijking maakte dat de parochie na 25 jaar, in 1982, al weer werd opgeheven. Een definitieve kerk is er nooit gekomen. De kerk werd onttrokken aan de eredienst en in 1984 gesloopt.